# 红楼丫头
《红楼丫头》是取材于著名小说《红楼梦》的一部古装电视连续剧。该剧于2002年4月1日下午在无锡广电大厦举行开机仪式，中国电视艺术委员会副主任于广华、中共无锡市委副书记韩军与众主创人员出席，
4月3日正式拍摄。

## 概述
本剧对《红楼梦》中丫头的故事进行了创作性的改编，在坚持原著精神的基础上，拓展剧本发挥空间。描述了袭人、晴雯、平儿等丫头的不幸身世、遭遇及悲惨命运，高度赞扬了她们对对爱情和自由的热烈向往与追求。本剧以，贾宝玉和众多丫头为故事线索，薛宝钗、林黛玉等贵族小姐则不会出现，剧集展现了一个令人悲叹的女奴世界。
本剧的主角大多为新人，不过一些配角倒是由实力派演员担纲，如谢芳、严顺开、方青卓、仲星火等。
对于剧中与原著不同的剧情，导演黄健中表示“该剧仅仅取材于《红楼梦》，并不是改编《红楼梦》，我没必要去惧怕争议”，另一位导演郭靖宇也说《红楼丫头》只是一部普通的古装剧，主要展现的是底层奴婢的命运。

## 演员
- 迟　佳 饰 贾宝玉
- 徐　筠 饰 袭　人
- 周　璐 饰 晴　雯
- 李　倩 饰 小　红
- 许晓丹 饰 王熙凤
- 王微微 饰 平　儿
- 韩　青 饰 贾　琏
- 李依晓 饰 芳　官
- 张佳楠 饰 鸳　鸯
- 曹曦文 饰 麝　月
- 成　晖 饰 贾　芸
- 向　甜 饰 玉钏儿
- 谢　芳 饰 贾　母
- 严顺开 饰 贾　赦
- 惠娟艳 饰 王夫人
- 方青卓 饰 李嬷嬷
- 仲星火 饰 胡太医
- 徐　楚 饰 金钏儿
- 彭三卜 饰 司　棋
- 温海江 饰 蒋玉菡
- 陈　秀 饰 邢夫人
- 徐　皋 饰 贾　政
- 焦　琳 饰 傻大姐
- 黄　渤 饰 兴　儿
- 岳丽娜 饰 多姑娘
- 苏　德 饰 蒋老爹
- 曹沪芳 饰 老尼姑
- 是　安 饰 潘又安

## 音乐
- 主題曲 《红颜》
- 片尾曲 《红楼梦的梦》
- 插曲 《捏泥人》
- 插曲 《清清白白在人间》

## 出品
- 无锡电视台
- 北京鼎豪文化传播有限公司
- 无锡光大城市建设发展有限公司
- 无锡光大影视文化传播有限公司

## 荣誉
- 无锡市第三届精神文明建设“五个一工程”奖